# حادثه یانگ‌تسه
حادثه یانگ‌تسه (انگلیسی: Yangtse Incident: The Story of H.M.S. Amethyst) فیلمی در ژانر درام به کارگردانی مایکل اندرسون است که در سال ۱۹۵۷ منتشر شد. از بازیگران آن می‌توان به ریچارد تاد، ویلیام هارتنل، و آکیم تامیروف اشاره کرد.